# Monte Cavallo (Monti Reatini)
Il Monte Cavallo è un rilievo dei Monti Reatini che si trova nel Lazio, nella provincia di Rieti, nel comune di Posta.